# Raattama
Raattama ist ein Ort im Nordwesten Finnlands.

## Geographie
Das Dorf hat ca. 160 Einwohner und liegt ca. 30 km nordöstlich von Muonio am Ounasjoki.
Ca. 10 km südwestlich von Raattama befindet sich der Pallastunturi.
Der Ort ist über die Landesstraße 957 an das finnische Straßennetz angeschlossen.